# کی‌اسپن
شرکت کی‌اسپن (انگلیسی: KeySpan) که اکنون بخشی از نشنال گرید است، پنجمین توزیع کننده بزرگ گاز طبیعی در ایالات متحده بود. کی‌اسپن در سال ۱۹۹۸ در نتیجه ادغام شرکت بروکلین یونین گاز (تأسیس شده در ۱۸۹۵ با ادغام چندین شرکت کوچکتر) و شرکت لانگ آیلند لایتینگ (لیلکو) تشکیل شد و پس از ادغام برای مدت کوتاهی تحت نام مارکت‌اسپن فعالیت کرد. در ۸ نوامبر ۲۰۰۰، کی‌اسپن شرکت‌های شرقی؛ شرکت‌های تابعه توزیع گاز طبیعی شرقی از جمله شرکت گاز بوستون، شرکت گاز کلونیال و شرکت گاز اسکس و همچنین کسب‌وکارهای غیررسمی شرقی از جمله شرکای سرویس‌اج، بزرگترین ارائه‌دهنده غیررسمی نصب و راه‌اندازی تجهیزات گرمایش و تهویه‌هوا مسکونی و خدمات در ماساچوست و انرژی‌نورث نچرال گاز در نیوهمپشایر را خریداری کرد. همچنین این شرکت اپراتور شبکه برق لانگ آیلند پاور آثوریتی بود، که قبلاً بخشی از لیلکو بود قبل از اینکه لیپا آن را در سال ۱۹۹۸ تصاحب کند. کی‌اسپن دفتر مرکزی خود را در بروکلین، نیویورک، ایالات متحده داشت و ۹۷۰۰ کارمند داشت.
در فوریه ۲۰۰۶، نشنال گرید آمریکا، یک شرکت تابعه کاملاً تحت مالکیت نشنال گرید بریتانیا، اعلام کرد که با خرید کی‌اسپن به مبلغ ۷٫۳ میلیارد دلار (۴٫۱ میلیارد پوند) به صورت نقد موافقت کرده‌است، این معامله منوط به تأیید و تصویب سهامداران دو شرکت است. در سال ۲۰۰۷ نشنال گرید تکمیل این خرید را اعلام کرد.
کی‌اسپن از سال ۲۰۰۴، در شاخص برابری شرکتی که توسط کمپین حقوق بشر منتشر شد، رتبه ۱۰۰٪ را برای سومین سال گزارش خود دریافت کرد.